# Mien Ruys

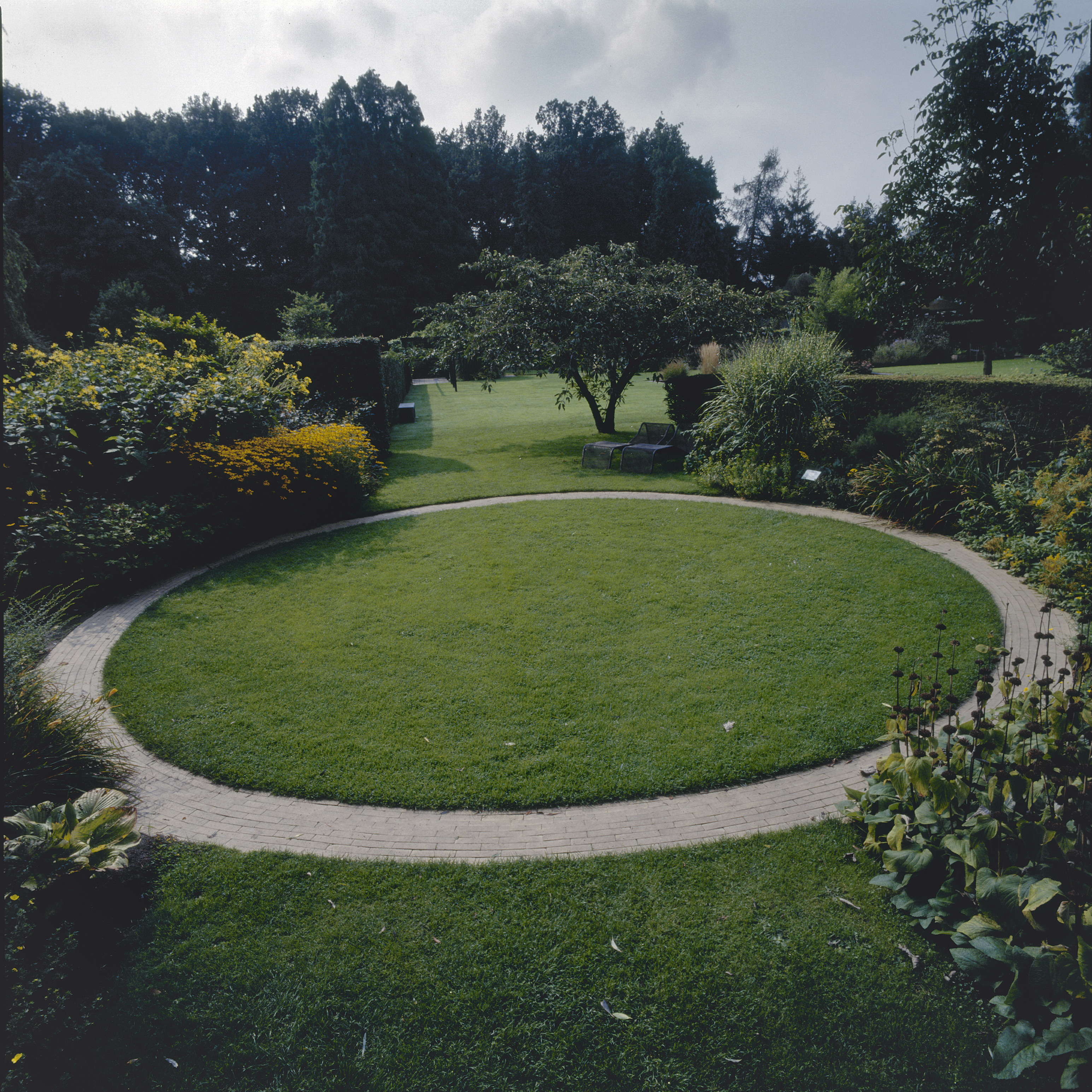
Jardín amarillo de Mien Ruys de 1982

Wilhelmina Jacoba Mien Ruys (Dedemsvaart, Overijssel,  12 de abril de 1904 – 9 de enero de 1999) fue una paisajista neerlandesa.

## Vida y obra
Estudió arquitectura durante varios años en la década de 1930, en Delft, cuya enseñanza estaba en ese tiempo muy influida por la llamada Escuela de Delft, corriente estética que ella no siguió, prefiriendo la colaboración con otros arquitectos del llamado Nieuwe Bouwen como el grupo "Los 8" (De Acht) de Ámsterdam y "Opbouw” de Róterdam, entre ellos Merkelbach y Rietveld.
Mien Ruys participó como arquitecta paisajista en el diseño de Nagele, que fue un proyecto muy destacado. Nagele es un pueblo en Noordoostpolder en Flevoland que fue construido entre 1948 y 1954, cuando el pólder acababa de ser drenado.  Fue construido íntegramente en estilo del Movimiento Moderno, y diseñado por De Acht y Opbouw. Ruys diseñó, junto con Wim Boer, varios elementos del espacio libre de Nagele, incluido el muro de arbolado que rodea el pueblo, un parque verde central y un cementerio. La idea de Ruys fue la de introducir plantación en hileras rectas en el pueblo para crear vistas, en paralelo a las líneas de las casas, igual que los tejados planos y el uso de formas cuadradas y líneas claras. En el diseño del parque central, Ruys tuvo en cuenta los llamados ' caminos de elefantes ', un patrón de creación de sendas que sólo debían ser pavimentadas tras ser marcadas espontánemente por los peatones. Esta idea estaba en oposición directa al enfoque completamente planificado y vertical de la arquitectura moderna.
A lo largo de su vida Ruys diseñó más de tres mil jardines; aunque fueron realizados principalmente en los Países Bajos, sus diseños influyeron y fueron referencia en diseños contemporáneos de otros lugares. Su experimentación en diseños con plantaciones, formas y colores fue reconocida y valorada, y continuada después de su fallecimiento por sus seguidores. Buscaba en sus diseños efectos visuales mediante la belleza de los contrastes de sombra, follaje y las plantas con frutos y bayas, cuando lo habitual era solamente buscar macizos con flores. 

## Reconocimientos
En diversos municipios se ha dado nombre a espacios públicos en honor de Mien Ruys. Ámsterdam dio el nombre de Mien Ruysbrug al puente 1944 en 2018. También hay un Mien Ruysplantsoen (un parque) en esa ciudad. En Dedemsvaart hay una Mien Ruyslaan (avenida) en Haarlem y en Zoetermeer un Mien Ruyspad (camino);  en Oegstgeest un Mien Ruyspark (parque), en Voorburg una Mien Ruysplein (plaza), en IJsselstein y en Waddinxveen un Mien Ruysstraat (calles) y en Assen un Mien Ruysweg (carretera). Hay una ruta ciclista de Rietveld y Ruys en Bergeijk. En Assen, el polígono industrial De Groene Dijk es llamado Mien Ruysweg desde 2015.

## Publicaciones
- Borders: hoe men ze maakt en onderhoudt, 1939.
- Vijvers in de tuin, 1941.
- Rotsplanten in de tuin, 1948.
- Het vaste planten boek, Moussault 1950.
- Die Stauden, 1951.
- Bouwen en Wonen, 1953.
- Vara Vackra Perenner, 1954.
- Onze Eigen Tuin (tuintijdschrift), 1954 e.v.
- Rozen voor iedereen, 1956.
- Het gebruik en de verzorging van vaste planten, 1959.
- Leven met groen in landschap, stad en tuin, 1960.
- Rotsplanten in de tuin (Weten en kunnen), 1963.
- Zo beplanten we onze tuin, 1965.
- Toepassing en verzorging van vaste planten, 1972.
- Het Nieuwe Vaste Planten Boek, 1973.
- Spelen met planten, 1977.
- Spelen met planten, 1980.
- Van vensterbank tot landschap, 1981.
- Mijn tuinen, 1987.
- Zo verzorgen wij onze tuin, 1987.